# Fusillade d’Uppsala
La fusillade d'Uppsala est une fusillade qui s'est déroulée en Suède dans la ville universitaire d'Uppsala et a fait trois victimes, le 29 avril 2025.

## Déroulement
La police suédoise est contactée par des personnes ayant entendu des détonations aux alentours de 17 h 10 dans le centre ville d'Uppsala, à environ 70 kilomètres au nord de la capitale Stockholm, plus précisément dans le salon de coiffure appelé « Shalom », de la place Vaksala,.
Le suspect masqué prend ensuite la fuite en trottinette électrique ou un scooter, une méthode souvent associée aux fusillades liées aux gangs en Suède,.
Au moins trois personnes ont été tuées, âgées de 15  à   20 ans, et des blessés sont à déplorer.

## Enquête
Une enquête pour meurtre est ouverte. 
Un adolescent de 16 ans est arrêté le 30 avril 2025, soupçonné de meurtre puis relâché. Deux hommes âgés entre 25 et 35 ans sont également arrêtés le 1er mai 2025 pour « incitation au meurtre » et un troisième d'une vingtaine d'années soupçonné de meurtre,,,.
Le 6 mai 2025, la cour d’appel de Svea ordonne le placement en détention provisoire d’un suspect lié à la fusillade d’Uppsala, soupçonné de complicité de meurtre et arrêté le 30 avril. La cour autorise également l’imposition de restrictions sévères en détention. Le suspect, récemment rentré de Somalie s'était enfui d'un foyer. Le procureur général adjoint d'Uppsala, Magnus Berggren, relève l'âge et les antécédents du suspect mais déclare que son mobile reste flou. Le nom du suspect et d'autres éléments du dossier demeurent soumis au secret judiciaire, du fait du jeune âge du suspect. 
Selon la chaîne nationale suédoise SVT, l'une des victimes faisait l'objet d'une enquête pour une attaque présumée planifiée contre un proche d'un chef de gang.
La piste des guerres de gangs est privilégiée car la Suède en subit depuis plusieurs années,, et les jeunes recrues qui écopent de peines moins sévères sont fréquemment utilisées par les réseaux criminels, mais sur cette période, le nombre de fusillades a diminué de 20 % en 2024 avec 296 fusillades,.

## Impact

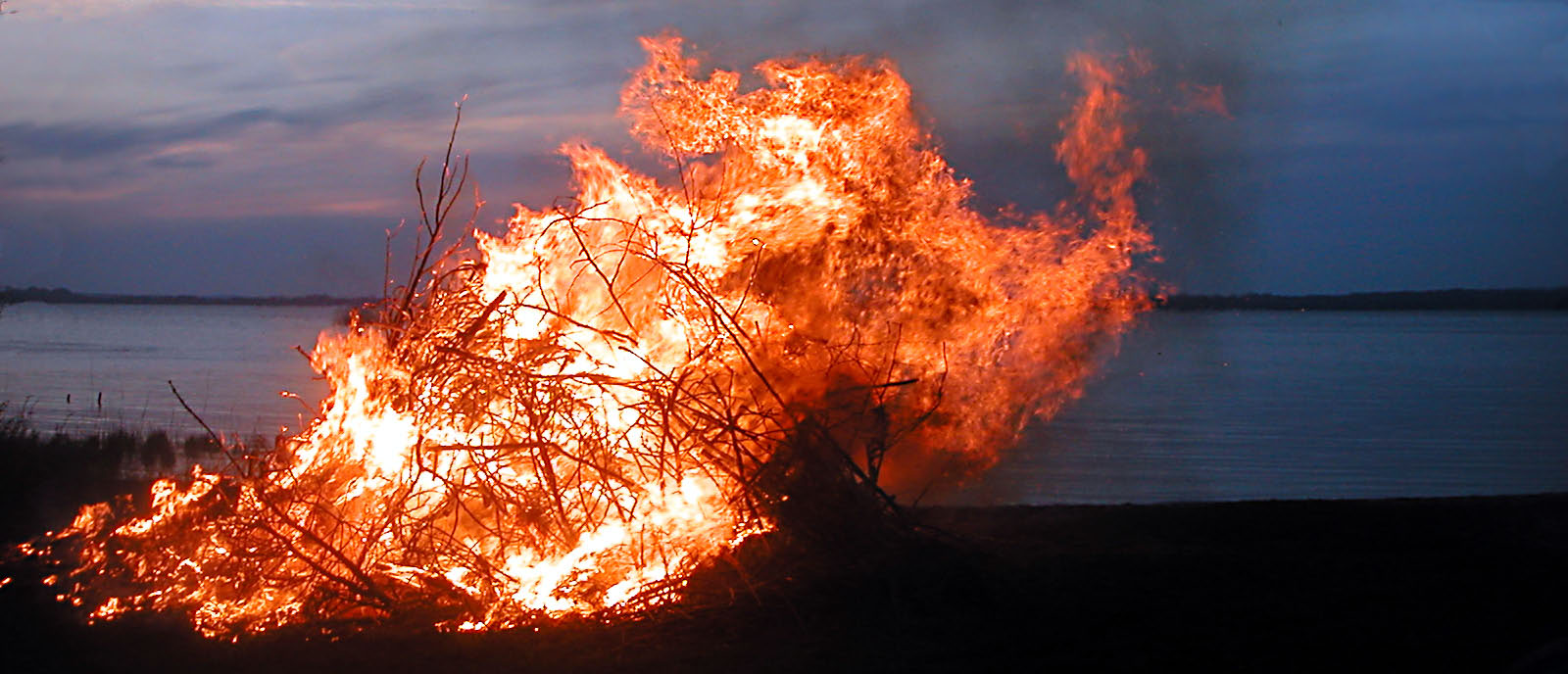
Feu pour la Nuit de Walpurgis près du lac Ringsjö (30 avril 2004)

Les services ferroviaires sont interrompus momentanément dans la zone de la fusillade pour empêcher le malfaiteur de les utiliser pour s'enfuir.
Le lendemain de la fusillade, soit le 30 avril, les festivités de la Walpurgis se déroulent à Uppsala et 100 000  à   150 000 personnes sont attendues. Les autorités n'estiment pas pour autant que la fusillade puisse avoir des répercussions sur l'évènement.